# Courléon
 Courléon  es una población y comuna francesa, en la región de Países del Loira, departamento de Maine y Loira, en el distrito de Saumur y cantón de Longué-Jumelles.

## Demografía
| 311 | 273 | 224 | 192 | 165 | 126 |
| Para los censos de 1962 a 1999 la población legal corresponde a la población sin duplicidades (Fuente: INSEE [Consultar]) |     |     |     |     |     |